# Huis Stark

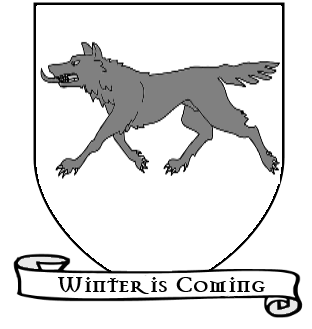
Embleem en motto van Huis Stark (De winter komt)

Huis Stark is een fictieve familie in George R.R. Martins boekenreeks Het lied van ijs en vuur en de daarop gebaseerde televisieserie Game of Thrones. Huis Stark is het eerste huis in het Noorden van Westeros. Hun kasteel is Winterfel. Het wapen van huis Stark is een donkere schrikwolf op een ijswit veld, hun motto is "De winter komt".

## Geschiedenis
De Starks stammen af van Brandon de Bouwer, een legendarische figuur uit de mythische Tijd van de Helden. Duizenden jaren geleden bouwde Brandon Winterfel en de Muur. Zijn afstammelingen waren Koningen van het Noorden, tot aan de laatste koning, Torrhen Stark. Toen Aegon de Veroveraar was geland met zijn draken om heel Westeros te veroveren trok Torrhen naar het zuiden om Aegon te bevechten maar zag hier vanaf nadat Aegon zijn andere tegenstanders had vernietigd. Aegon beloonde de vrijwillige onderwerping van Torrhen door hem Heer van het Noorden te maken. De Starks kwamen samen met Huis Baratheon, Huis Tulling en Huis Arryn in opstand tegen Huis Targaryen. Tijdens de Oorlog van de Vijf Koningen verloren een aantal leden van huis Stark het leven en zijn ze een relatief klein huis geworden.

## Stamboom
|         |         |         |         |         |         |  |  |       |       |       |       |          |          |          |          |              |              |              |              |                       |                       |                       |                       |                       |                       |               |               |               |               |       |       |        |        |        |        |        |        |      |      |        |        |        |        |                     |                     |                     |                     |                       |                       |                       |                       |                       |                       |               |               |                   |                   |                   |                   |                   |                   |
|         |         |         |         |         |         |  |  |       |       |       |       |          |          |          |          |              |              |              |              |                       |                       |                       |                       |                       |                       |               |               |               |               |       |       |        |        |        |        |        |        |      |      |        |        |        |        |                     |                     |                     |                     |                       |                       |                       |                       |                       |                       |               |               |                   |                   |                   |                   |                   |                   |
|         |         |         |         |         |         |  |  |       |       |       |       | Edwyle   | Edwyle   | Edwyle   | Edwyle   | Edwyle       | Edwyle       |              |              | Vrouwe van Clan Flint | Vrouwe van Clan Flint | Vrouwe van Clan Flint | Vrouwe van Clan Flint | Vrouwe van Clan Flint | Vrouwe van Clan Flint |               |               |               |               |       |       |        |        |        |        |        |        |      |      |        |        |        |        |                     |                     |                     |                     | Iemand van Huis Royce | Iemand van Huis Royce | Iemand van Huis Royce | Iemand van Huis Royce | Iemand van Huis Royce | Iemand van Huis Royce |               |               | Onbekende dochter | Onbekende dochter | Onbekende dochter | Onbekende dochter | Onbekende dochter | Onbekende dochter |
|         |         |         |         |         |         |  |  |       |       |       |       | Edwyle   | Edwyle   | Edwyle   | Edwyle   | Edwyle       | Edwyle       |              |              | Vrouwe van Clan Flint | Vrouwe van Clan Flint | Vrouwe van Clan Flint | Vrouwe van Clan Flint | Vrouwe van Clan Flint | Vrouwe van Clan Flint |               |               |               |               |       |       |        |        |        |        |        |        |      |      |        |        |        |        |                     |                     |                     |                     | Iemand van Huis Royce | Iemand van Huis Royce | Iemand van Huis Royce | Iemand van Huis Royce | Iemand van Huis Royce | Iemand van Huis Royce |               |               | Onbekende dochter | Onbekende dochter | Onbekende dochter | Onbekende dochter | Onbekende dochter | Onbekende dochter |
|         |         |         |         |         |         |  |  |       |       |       |       |          |          |          |          |              |              |              |              |                       |                       |                       |                       |                       |                       |               |               |               |               |       |       |        |        |        |        |        |        |      |      |        |        |        |        |                     |                     |                     |                     |                       |                       |                       |                       |                       |                       |               |               |                   |                   |                   |                   |                   |                   |
|         |         |         |         |         |         |  |  |       |       |       |       |          |          |          |          | Rickard      | Rickard      | Rickard      | Rickard      | Rickard               | Rickard               |                       |                       | onbekend              | onbekend              | onbekend      | onbekend      | onbekend      | onbekend      |       |       |        |        |        |        |        |        |      |      |        |        |        |        | Heren uit de Vallei | Heren uit de Vallei | Heren uit de Vallei | Heren uit de Vallei | Heren uit de Vallei   | Heren uit de Vallei   |                       |                       | Drie dochters         | Drie dochters         | Drie dochters | Drie dochters | Drie dochters     | Drie dochters     |                   |                   |                   |                   |
|         |         |         |         |         |         |  |  |       |       |       |       |          |          |          |          | Rickard      | Rickard      | Rickard      | Rickard      | Rickard               | Rickard               |                       |                       | onbekend              | onbekend              | onbekend      | onbekend      | onbekend      | onbekend      |       |       |        |        |        |        |        |        |      |      |        |        |        |        | Heren uit de Vallei | Heren uit de Vallei | Heren uit de Vallei | Heren uit de Vallei | Heren uit de Vallei   | Heren uit de Vallei   |                       |                       | Drie dochters         | Drie dochters         | Drie dochters | Drie dochters | Drie dochters     | Drie dochters     |                   |                   |                   |                   |
|         |         |         |         |         |         |  |  |       |       |       |       |          |          |          |          |              |              |              |              |                       |                       |                       |                       |                       |                       |               |               |               |               |       |       |        |        |        |        |        |        |      |      |        |        |        |        |                     |                     |                     |                     |                       |                       |                       |                       |                       |                       |               |               |                   |                   |                   |                   |                   |                   |
|         |         |         |         |         |         |  |  |       |       |       |       |          |          |          |          |              |              |              |              |                       |                       |                       |                       |                       |                       |               |               |               |               |       |       |        |        |        |        |        |        |      |      |        |        |        |        |                     |                     |                     |                     |                       |                       |                       |                       |                       |                       |               |               |                   |                   |                   |                   |                   |                   |
| Brandon | Brandon | Brandon | Brandon | Brandon | Brandon |  |  | Wylla | Wylla | Wylla | Wylla | Wylla    | Wylla    |          |          | Eddard "Ned" | Eddard "Ned" | Eddard "Ned" | Eddard "Ned" | Eddard "Ned"          | Eddard "Ned"          |                       |                       | Catelyn Tully         | Catelyn Tully         | Catelyn Tully | Catelyn Tully | Catelyn Tully | Catelyn Tully |       |       | Benjen | Benjen | Benjen | Benjen | Benjen | Benjen |      |      | Lyanna | Lyanna | Lyanna | Lyanna | Lyanna              | Lyanna              |                     |                     | Nageslacht            | Nageslacht            | Nageslacht            | Nageslacht            | Nageslacht            | Nageslacht            |               |               |                   |                   |                   |                   |                   |                   |
| Brandon | Brandon | Brandon | Brandon | Brandon | Brandon |  |  | Wylla | Wylla | Wylla | Wylla | Wylla    | Wylla    |          |          | Eddard "Ned" | Eddard "Ned" | Eddard "Ned" | Eddard "Ned" | Eddard "Ned"          | Eddard "Ned"          |                       |                       | Catelyn Tully         | Catelyn Tully         | Catelyn Tully | Catelyn Tully | Catelyn Tully | Catelyn Tully |       |       | Benjen | Benjen | Benjen | Benjen | Benjen | Benjen |      |      | Lyanna | Lyanna | Lyanna | Lyanna | Lyanna              | Lyanna              |                     |                     | Nageslacht            | Nageslacht            | Nageslacht            | Nageslacht            | Nageslacht            | Nageslacht            |               |               |                   |                   |                   |                   |                   |                   |
|         |         |         |         |         |         |  |  |       |       |       |       |          |          |          |          |              |              |              |              |                       |                       |                       |                       |                       |                       |               |               |               |               |       |       |        |        |        |        |        |        |      |      |        |        |        |        |                     |                     |                     |                     |                       |                       |                       |                       |                       |                       |               |               |                   |                   |                   |                   |                   |                   |
|         |         |         |         |         |         |  |  |       |       |       |       |          |          |          |          |              |              |              |              |                       |                       |                       |                       |                       |                       |               |               |               |               |       |       |        |        |        |        |        |        |      |      |        |        |        |        |                     |                     |                     |                     |                       |                       |                       |                       |                       |                       |               |               |                   |                   |                   |                   |                   |                   |
|         |         |         |         |         |         |  |  |       |       |       |       | Jon Snow | Jon Snow | Jon Snow | Jon Snow | Jon Snow     | Jon Snow     |              |              | Robb                  | Robb                  | Robb                  | Robb                  | Robb                  | Robb                  |               |               | Sansa         | Sansa         | Sansa | Sansa | Sansa  | Sansa  |        |        | Arya   | Arya   | Arya | Arya | Arya   | Arya   |        |        | Bran                | Bran                | Bran                | Bran                | Bran                  | Bran                  |                       |                       | Rickon                | Rickon                | Rickon        | Rickon        | Rickon            | Rickon            |                   |                   |                   |                   |

## Starks inHet Lied van IJs en Vuur

### Eddard

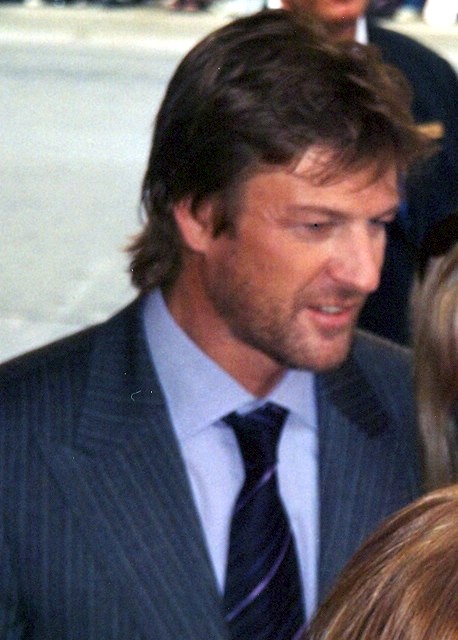
Sean Bean speelt Eddard Stark

Eddard Stark, soms "Ned" genoemd, is de Heer van Winterfel, overheer en Landvoogd van het Noorden. Hij is een POV-karakter. Met zijn vrouw Catelyn Tulling Stark heeft hij vijf kinderen. Met een onbekende vrouw heeft hij een bastaardzoon, Jon Snow. Eddard staat bekend om zijn gevoel voor eer en rechtvaardigheid. Hij heeft een hekel aan intriges, bedrog en geheimzinnigheid. Hoewel hij warm is naar zijn familie toe komt zijn afstandelijkheid over als koud.
Vanaf zijn achtste werd Ned opgevoed door Jon Arryn in het Adelaarsnest. Hier raakte hij bevriend met Robert Baratheon die ook als pleegkind in het Adelaarsnest was. Dit soort pleegouderschap is in de middeleeuwse wereld van het Lied van IJs en Vuur gebruikelijk. Robert was verloofd met Neds jongere zuster Lyanna. Toen Lyanna ontvoerd werd door de kroonprins ontstond een schandaal. Eddards vader, Rickard, en zijn oudere broer Brandon reisden woedend naar Koningslanding om verhaal te halen. Koning Aerys II liet hen doden en eiste van Arryn de hoofden van zijn twee pupillen. Arryn weigerde en kwam in opstand tegen hem. Natuurlijk sloten Ned en Robert, die nu beiden hoofd van hun huis waren geworden, zich met hun vazallen bij hem aan. Kort voor de laatste veldslagen trouwde Ned met Catelyn Tulling, de verloofde van zijn vermoorde broer. Nadat de oorlog gewonnen was slaagde Ned erin zijn zuster terug te vinden in haar stervensuur. De omstandigheden omtrent haar dood, in een toren die door Rhaegar de Toren van Vreugde werd genoemd, zijn duister en zouden na jaren terugkomen in Neds hoofd.
Robert volgde Aerys op en Ned keerde terug naar het Noorden samen met zijn bastaardzoon. Vragen over de moeder weigerde hij te beantwoorden en geruchten en roddels hierover aan zijn hof bracht hij krachtig tot zwijgen.
Na de dood van Jon Arryn vroeg koning Robert Eddard om Arryn op te volgen in zijn positie als Hand des Konings. Ned zou liever weigeren maar accepteerde toch op aandringen van zijn vrouw. Hij onderzocht de dood van Arryn en ontdekte dat Roberts kinderen eigenlijk het product waren van incest tussen Roberts vrouw Cersei Lannister en haar broer, ser Jaime Lannister. Zijn eergevoel volgend waarschuwde hij Cersei met de bedoeling dat zij zou vluchten met haar broer en kinderen. In plaats daarvan gebruikte Cersei dit respijt om Robert te laten vermoorden en de Stadswacht om te kopen. Eddard werd ter dood veroordeeld en geëxecuteerd ondanks dat hem beloofd was dat hij naar de Nachtwacht zou worden verbannen.
Eddard Stark wordt in de HBO-televisieserie Game of Thrones gespeeld door Sean Bean.

### Catelyn Tulling
Catelyn Tulling is de vrouw van Eddards en de moeder van Robb, Sansa, Arya, Bran en Rickon Stark.

### Robb

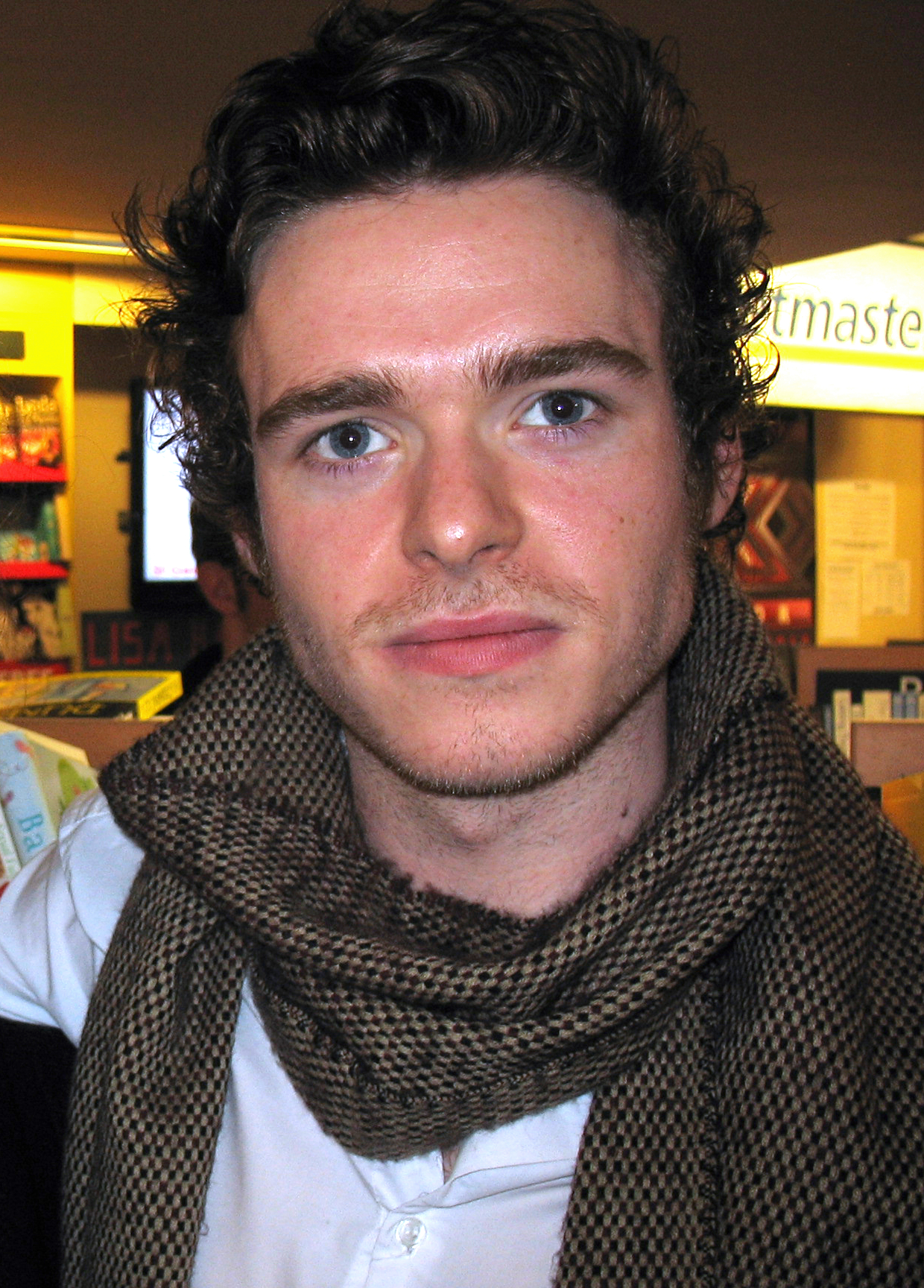
Richard Madden speelt Robb Stark

Robb is Eddard Starks oudste wettige kind, en de erfgenaam van Winterfel. Qua karakter lijkt hij veel op zijn vader met zijn gevoel voor eer en rechtvaardigheid. Hij draagt zijn verantwoordelijkheden zonder klagen. In zijn uiterlijk heeft hij veel trekjes van zijn moeders kant. Hij is breed gebouwd, heeft blauwe ogen en roodblond, dik haar. Aan het begin van het boek vindt hij zes jonge schrikwolven waarvan de moeder dood is. Elk kind van Eddard krijgt een wolf. Robb noemt zijn wolf Grijze Wind.
Toen Eddard Hand des Konings werd, bleef Robb achter op Winterfel om in plaats van zijn vader het Noorden te regeren. Robb verzamelde een leger nadat zijn vader werd gearresteerd en trok op richting het zuiden. Hij won enkele veldslagen en werd na de executie van zijn vader door zijn eigen volgelingen en die van zijn moeders familie, uitgeroepen tot koning van het Noorden. Hij beloofde te trouwen met een lid van Huis Frey om hun steun in de oorlog te krijgen. Nadat hij in het westen een meisje ontmaagdde voelde hij zich verplicht om met haar te trouwen en brak zo zijn belofte aan Huis Frey. Dit leidde tot zijn dood. Hoewel hij alle veldslagen won, spande Huis Frey met Huis Bolton samen tegen hem. Robb werd naar het kasteel van Huis Frey gelokt voor de bruiloft van zijn oom Edmar Tulling met een Frey. In ruil voor dit huwelijk en een openbaar excuus van Robb beloofde heer Frey Robb te vergeven en hem opnieuw te steunen. Echter tijdens het huwelijk werd Robb samen met veel van zijn vazallen vermoord. Kort voor zijn dood had Robb, die dacht dat zijn wettige broers dood waren, officieel een erfgenaam benoemd. Het is niet bekend wie dit was, al had hij met zijn moeder gediscussieerd over zijn halfbroer Jon Sneeuw.
Robb Stark wordt in de HBO-televisieserie Game of Thrones gespeeld door Richard Madden.

### Sansa

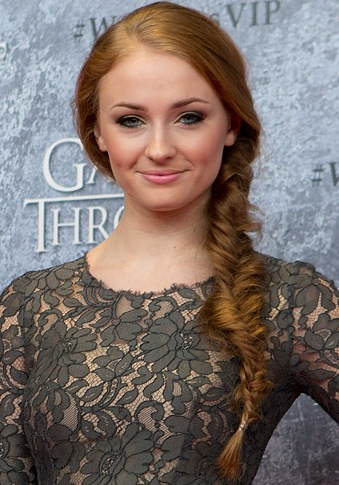
Sophie Turner speelt Sansa Stark

Catelyn en Eddards oudste dochter, Sansa, is een traditioneel adellijk meisje. Ze gelooft nog sterk in de ridderlijke idealen zoals deze in verhalen bekend zijn. Ze is een zeer mooi meisje met blauwe ogen, dik rood haar en een goed figuur. Haar hobby's en interesses zijn die van haar stand, muziek, dans en mooie kleren. Dit brengt haar regelmatig in conflict met haar jongere zus Arya die juist niets van deze zaken moet hebben. Sansa heeft haar wolf Dame genoemd.
Sansa is een tijd verloofd geweest met Joffrey Baratheon maar later werd ze gedwongen om met Tyrion Lannister te trouwen. Na de dood van Joffrey werd ze door Petyr Baelish meegenomen naar het Adelaarsnest.
Sansa Stark wordt in de HBO-televisieserie Game of Thrones gespeeld door Sophie Turner.

### Arya

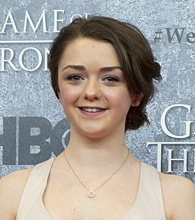
Maisie Williams speelt Arya Stark

Arya is in tegenstelling tot haar zus geïnteresseerd in vechten en ontdekkingen. Ze is erg atletisch en krijgt van haar vader gedaan dat hij een zwaardvechter in dienst neemt om haar te trainen. Ze lijkt veel op haar halfbroer Jon met wie ze erg close is en op haar vader. Net als hen heeft ze zwart haar en een smal, lang gezicht. Haar wolf heeft ze genoemd naar een strijder-koningin uit vroegere verhalen: Nymeria.
Arya Stark wordt in de HBO-televisieserie Game of Thrones gespeeld door Maisie Williams.

### Bran

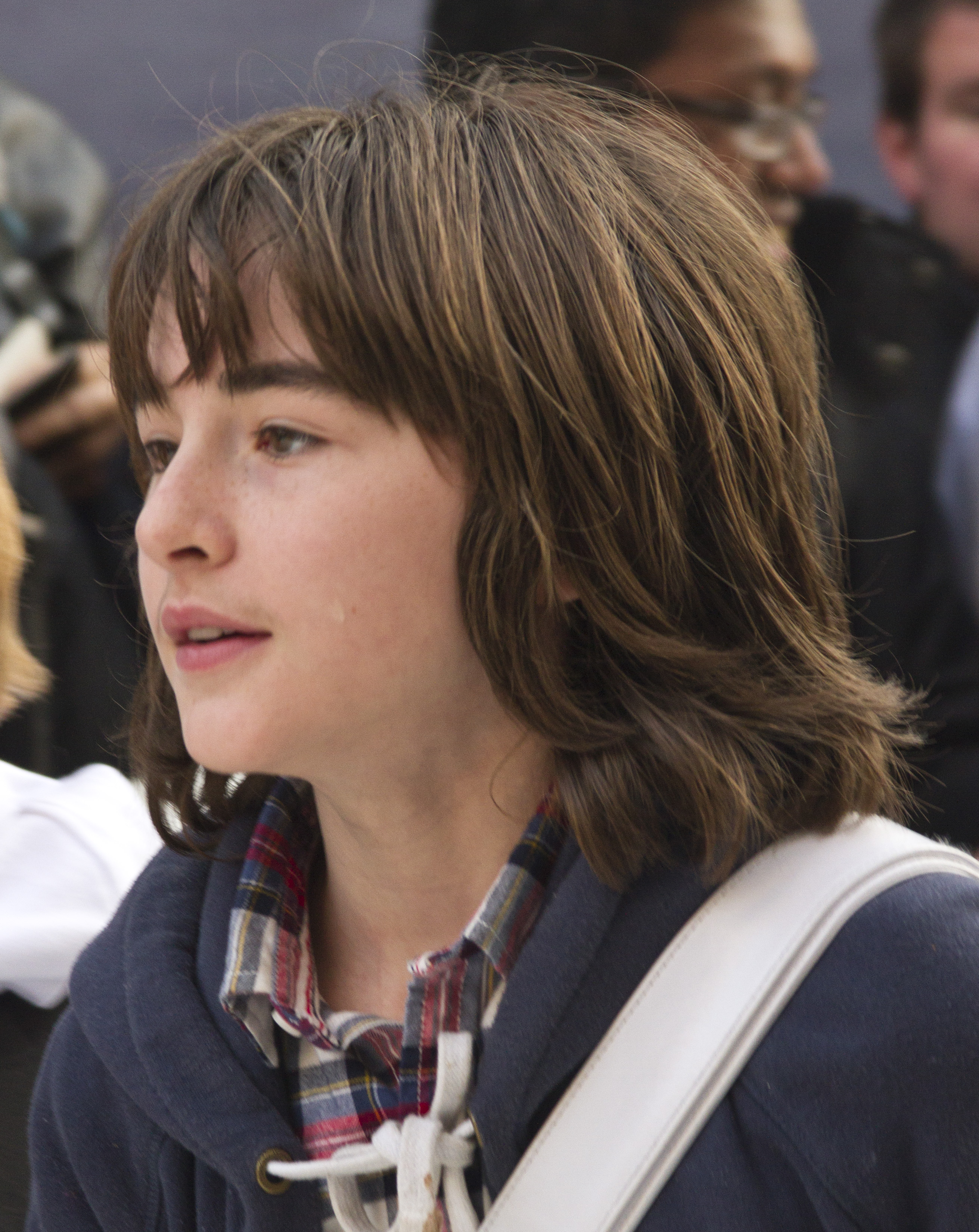
Isaac Hempstead-Wright speelt Bran Stark

Catelyn en Eddards tweede zoon, Bran, (volledige naam is Brandon) houdt erg van klimmen en is zeer nieuwsgierig. Hij heeft heel Winterfel doorzocht en beklommen. Eddard heeft hem vernoemd naar zijn door koning Aerys gedode broer, Brans oom. Brans wolf heet Zomer.
Bran Stark wordt in de HBO-televisieserie Game of Thrones gespeeld door Isaac Hempstead-Wright.

### Rickon
Rickon is slechts drie bij het begin van de serie. Zijn wolf heet Ruige Hond.
Rickon Stark wordt in de HBO-televisieserie Game of Thrones gespeeld door Art Parkinson.

### Jon Sneeuw

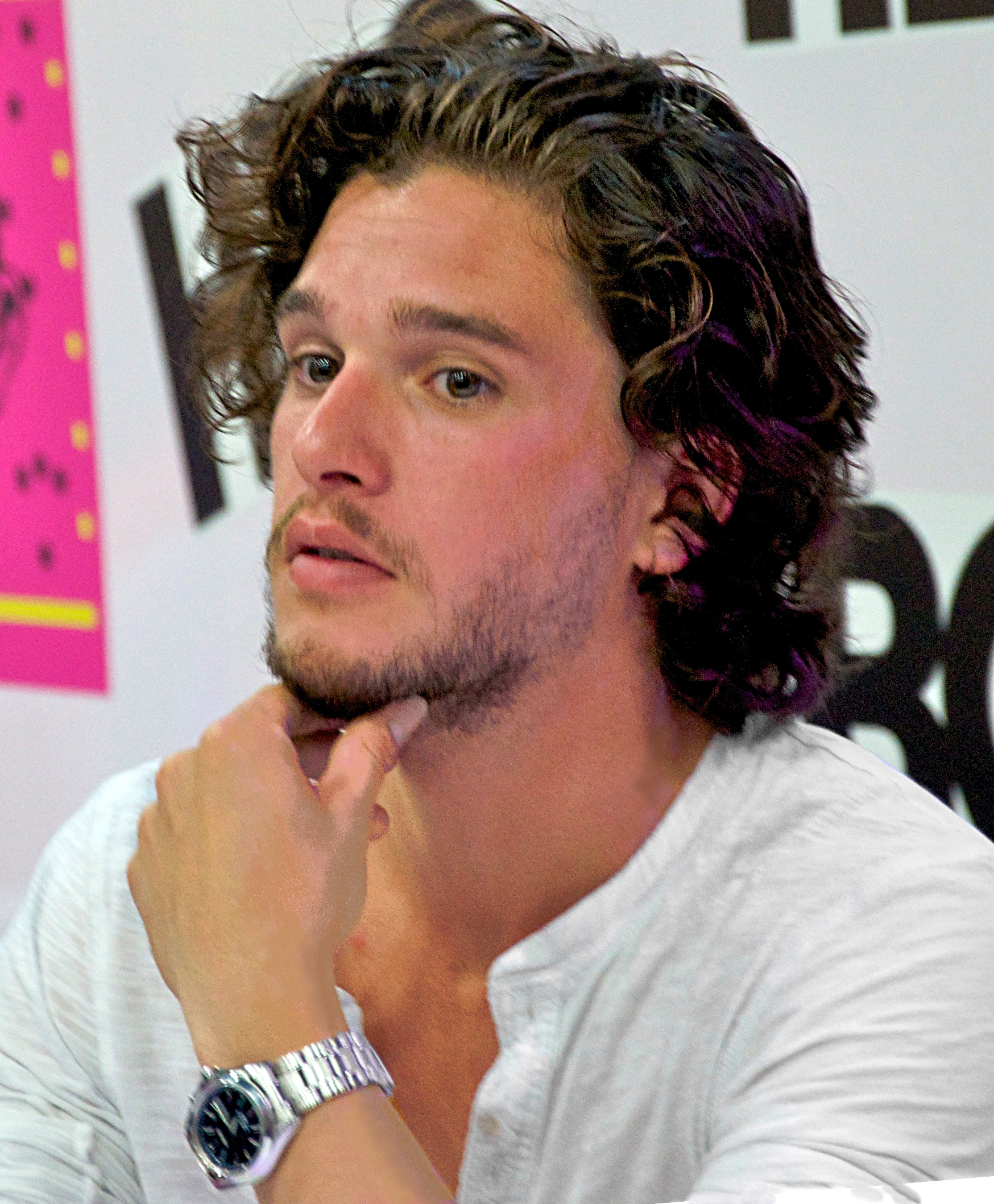
Kit Harington speelt Jon Snow

Jon Sneeuw (John Snow) is de bastaardzoon van Eddard bij een onbekende vrouw. In het eerste boek wordt de naam Wylla genoemd maar over Jons precieze afkomst wordt geen uitsluitsel gegeven. Volgens de gebruiken draagt hij de naam Sneeuw, zoals alle erkende bastaarden in het Noorden. Hij is ongeveer even oud als Robb. Eddard heeft hem meegenomen uit het zuiden en voedt hem tegelijk met zijn andere kinderen op. Dit heeft in het verleden voor spanningen gezorgd met Catelyn die Jon als bedreiging beschouwt voor haar eigen kinderen. Desondanks kan Jon zeer goed opschieten met zijn halfbroers, halfzuster Arya en vader. Jon heeft een lang gezicht en is tenger gebouwd, met sterke karakteristieken van de Starks. Zijn wolf Spook kan niet blaffen of janken en is een witte albino. Dit versterkte Jons status als buitenstaander.
Jon Sneeuw wordt in de HBO-televisieserie Game of Thrones gespeeld door Kit Harington.

### Brandon
Eddards oudere broer, vermoord door Aerys. Hij wordt beschreven als langer, knapper en veel wilder dan Eddard. Hij was een excellente zwaardvechter en toernooiridder.

### Benjen
Benjen Stark is heer Eddards jongere broer, en de Eerste Wachtruiter van de Nachtwacht. Hij is Eddards laatst levende broer.
Benjen Stark wordt in de HBO-televisieserie Game of Thrones gespeeld door Joseph Mawle.

### Lyanna
Eddards enige zuster, Lyanna, stierf tegen het eind van Roberts Rebellie. Zij wordt beschreven door veel mensen die haar kenden als een jonge, karaktervolle, mooie vrouw. Ze was verloofd met Robert Baratheon en was bij haar dood zestien jaar. In het zevende seizoen wordt door middel van flashbacks onthuld dat Lyanna de moeder van Jon is.

## Belangrijke Starks uit het verleden
Er is geen precieze lijn van Huis Stark bekend maar de onderstaande staan min of meer in chronologische volgorde.
- Brandon, de Bouwer, stichter van Huis Stark en de eerste koning van het Noorden, bouwer van Winterfell en de Muur.
- Koning Theon, de Hongerige Wolf
- Koning Jon
- Koning Brandon, de Scheepsbouwer.
- Koning Brandon, de Verbrander, verbrandde de hele Noorse vloot na de verdwijning van zijn vader Brandon, de Scheepsbouwer op zee.
- Koning Jon
- Koning Jonnel
- Koning Jon
- Koning Dorren
- Koning Jon
- Koning Jon, bouwde kasteel Witte Haven na het verdrijven van piraten
- Koning Rickard, versloeg de Moeraskoning. Hij trouwde diens dochter en vergrootte zijn koninkrijk tot aan de Nek.
- Koning Rodrick
- Koning Edrick
- Koning Benjen, de Bittere
- Koning Benjen, de Zoet
- Koning Eyron
- Koning Edderion, de Bruidegom
- Koning Walton, de Maankoning
- Koning Brandon, de Slechte
- Karlon, een jongere broer van de koning en stichter van de Karstarks.
- Koning Jorah
- Koning Jonos
- Koning Edwyn, de Lente Koning
- Koning Bran, die Dochterloze werd genoemd door de wildlingen.
- Torrhen, de koning Die Knielde, de laatste koning van het Noorden. Hij onderwierp zich aan Aegon de Veroveraar, waarmee het noorden deel werd van het rijk van de Zeven Koninkrijken.
- Cregan, die tijdens een toernooi vocht met Aemon de Drakenridder
- Brandon
- Barth
- Jonnel
- Rodwell
- Beron
- Donner
- Artos
- Willam
- Edwyle

### Rickard
Rickard, de vader van Brandon, Eddard, Benjen en Lyanna, wordt samen met zijn oudste zoon Brandon vermoord in opdracht van koning Aerys II Targaryen bij de start van Roberts Rebellie.

## Vazallen
- Bolten (Bolton) van Fort Gruw (Dreadfort).
- Cerwyn van Cerwyn.
- Dustin van Barrowton.
- Grind (Flint). Drie takken van Huis Grind zijn bekend:
  - Grind van Grinds Vinger (Flint's Finger).
  - Grind van Weduwenwacht (Widow's Watch).
  - Grind (een bergclan) Heer Eddards grootmoeder kwam van dit huis.
- Hanscoe (Glover) van de Motte van Diephout (Deepwood Motte).
- Hoornwoud (Hornwood) van Hoornwoud (Hornwood).
- Karstark van Karborg (Karhold). De Karstarks stammen af van een jongere zoon van Huis Stark, Karlon Stark.
- Langhart (Tallhart) van Torhens Sterkte (Torrhen's Square).
- Liddle, een bergclan.
- Manderling (Manderly) van Withaven (White Harbor).
- Mormont van Bereneiland (Bear Island). De Mormonts kregen het eiland nadat koning Rodrick Stark het van van de IJzergeborenen had afgenomen.
- Norrey, een clan van de bergen.
- Omber (Umber) van de Laatste Haard (Last Hearth). De Laatste Haard is nabij de Muur. De Ombers zijn daardoor gewend om tegen de Wilderlingen te vechten.
- Riet (Reed) van Grijswaterwacht (Greywater Watch). De Riets beheren het moerasgebied van de Nek.
- Ryswell van de Rills.
- Slot (Locke) van Oudburg (Oldcastle).